# Martina Freytag

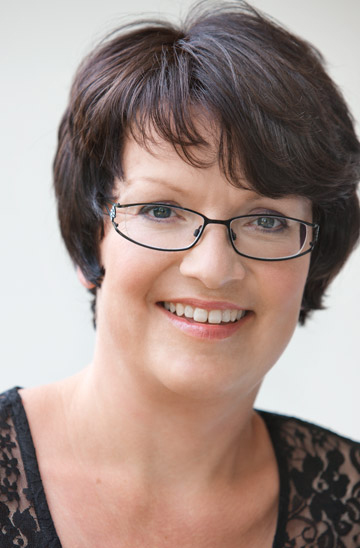
Martina Freytag

Martina Freytag (* 12. Juli 1969 in Sondershausen) ist eine deutsche Autorin, Jazz-Sängerin, Chorleiterin, Komponistin, Arrangeurin und Workshopleiterin.

## Leben
Martina Freytag wuchs in einer Musikerfamilie auf und stand bereits ab dem 6. Lebensjahr als Sängerin, Rezitatorin und Instrumentalistin auf der Bühne. Sie spielte 1979 an den Bühnen der Stadt Gera die Hauptrolle im Stück Die Gesichte der Simone Machard von Bertolt Brecht. Sie studierte Jazz- und Popgesang, Musiktheorie und Komposition an der Hochschule für Musik Franz Liszt in Weimar, war Stipendiatin (u. a. der Fulbright-Kommission), am American Institute of Music (AIM) in Wien und am Berklee College of Music in Boston.
Seit 1992 unterrichtet Freytag Gesang (Populäre Stile), Songwriting, Musiktheorie und berät Sänger, Musiker und Musikleiter in ihrer beruflichen Entwicklung. Ihre Unterrichtstätigkeit führte sie ans Tanz- und Gesangsstudio am Theater an der Wien, an die FMW Frankfurter Musikwerkstatt und an die Jazz & Rock Schulen Freiburg sowie an die Jazzschule Basel. Sie gab Gesangs- und Chor-Workshops und hielt Vorträge über Stimmtechnik, Stilistik populärer Musik sowie die Bewertung von Pop- und Jazzstimmen.
Freytag leitet seit 1991 Pop-, Jazz-, Ethno-Chöre und Vokalensembles. Sie war Finalistin beim Bundeswettbewerb für Gesang 1993 und erhielt den Award for Outstanding Work in Jazz Education der International Association of Jazz Educators, der ihr im Jahr 2000 in New Orleans überreicht wurde. Sie war außerdem Jurorin bei Jugend musiziert in der Wertung Popgesang, beim Thurgauer Musikwettbewerb Schweiz, beim Europäischen Jugend Musical Festival sowie bei Chorwettbewerben. Sie komponierte und leitete das Musical The Groupies und das Fußballmusical Goalgetter Soulgetter. Seit 1992 ist sie auch als Fach- und Sachbuchautorin tätig, veröffentlicht Chor-Arrangements und schreibt Rezensionen für Musikpublikationen. Beim „Wandern und Singen“ mit Marlene Klisch leitet sie die Singangebote an Naturschauplätzen der Schweiz.
Martina Freytag lebt seit 1997 in Hinterzarten und ist seit 1998 mit dem Musiker Steffen Weber-Freytag verheiratet, mit dem sie eine Tochter hat.

## Publikationen

### Bücher und Noten
- Vocal & Jazz Improvisation. Kurt-Maas-Musikverlag, München 1993.
- Vocal Training. AMA Verlag, Brühl 1998, ISBN 3-932587-07-3.
- Wenn ich ein Vöglein wär. Gustav Bosse Verlag, Kassel 2000, ISMN 979-0-201-10448-5 (Suche im DNB-Portal).
- Like The First Morning. Gustav Bosse Verlag, Kassel 2001, ISMN 979-0-201-10449-2 (Suche im DNB-Portal).
- La Donna è mobile. Gustav Bosse Verlag, Kassel 2002, ISMN 979-0-201-10444-7 (Suche im DNB-Portal).
- Top Of Pop. Musikverlag Bosworth, Frechen 2002
- Stimmausbildung in der Popularmusik. Henschel Verlag, Berlin 2003, ISBN 3-89487-448-1
- Ich will singen – Pop Music Training. AMA Verlag, Brühl 2004, ISMN 979-0-7001-8567-1 (Suche im DNB-Portal).
- Wellness Singing. Verlag Carl Ueberreuter, Wien 2006, ISBN 3-8000-7164-9.
- Populäre Chormusik. Gustav Bosse Verlag, Kassel 2007, ISBN 978-3-7649-2689-2.
- Einsingen – allein und im Chor. Gustav Bosse Verlag, Kassel 2009, ISBN 978-3-7649-2648-9.
- Chorleitung – effizient und lebensnah. Gustav Bosse Verlag, Kassel 2011, ISBN 978-3-7649-2806-3.
- Einsingen zu zweit – Vokaltraining im Dialog. Gustav Bosse Verlag, Kassel 2013, ISBN 978-3-7649-2808-7.

### Musicals
- The Groupies (Libretto: Gilles Mebes)
- Goalgetter Soulgetter (Libretto: Gilles Mebes)

### Solo-CD
- bestimmt – Solo a cappella. Mons Records, Trippstadt 2002

## Chöre
- Pop&Jazzchor March (seit Januar 2015)
- Popchor'n Hinterzarten (seit Januar 2004)
- AnChora Freiburg (seit September 2005)
- Rhythmix Au (2000–2005)
- Chor'n More Breisach (2001–2004)
- JSB Choir Basel (1998–2000)
- Kinder- und Jugendchor Ten 2 Teenies Freiburg (1998–2001)
- Nur Die Freiburg (1996–2000)